# Kliment Buczew
Kliment Petrow Buczew, bułg. Климент Петров Вучев (ur. 30 października 1937 w Jakorudzie, zm. 15 czerwca 2016) – bułgarski biznesmen, inżynier i polityk. Minister przemysłu w latach 1995–1996.

## Życiorys
W 1963 roku ukończył studia z zakresu technologii mechanicznej w Instytucie Inżynierii Elektrycznej w Sofii. Następnie do 1966 roku pracował jako konstruktor fabryce akumulatorów w Pazardżiku. W latach 1966–1974 pracował w DSO Metałchim. Przez 1978–1988 był dyrektorem DSO Elektron, a po jego przekształceniu w konsorcjum w 1991 roku został jej prezesem. W latach 1995–1996 był ministrem przemysłu w rządzie Żana Widenowa. Od 1998 roku zatrudniony w prywatnej działalności związanej z „Duma press” i Neftochim.